# Manambolomatymeer
Het Manambolomatymeer (Frans: Lac Manambolomaty) is een complex van meren in Madagaskar, gelegen in het doornig struikgewas in het zuidwesten van de regio Melaky. Ook ligt het meer dicht bij enkele mangrovebossen van Madagaskar.

## Geografie
Het meer bestaat uit vier meren:
- Het Ankerikameer, gelegen in de gemeente Trangahy.
- Het Antsamakameer, gelegen in de gemeente Masoarivo.
- Het Soamalipomeer, gelegen in de gemeente Masoarivo.
- Het Befotakameer, gelegen in de gemeente Masoarivo.

De meren liggen allemaal in het district Antsalova. Het merencomplex ligt op een hoogte van 7 tot 80 meter en heeft een oppervlakte van 7,491 km².
De meren hebben een gemiddelde diepte van 3 tot 6 meter, afhankelijk van het seizoen. Het Antsamakameer kan zelfs opdrogen tijdens het droge seizoen en wordt vaak niet dieper dan 3 meter. Het Soamalipomeer en het Befotakameer zijn aan elkaar gekoppeld.
Het moerassige zuidelijke deel van de meren, met een oppervlakte van 98 hectare, is omgebouwd tot rijstvelden voor de lokale bevolking.

## Natuur
In de meren groeien waterlelies van de geslachten Nymphaea en Juncus. Het merencomplex wordt begrensd door een bos, het Tsimembo Forest. In dit bos wordt het bladerdek vooral gevormd door bomen van de geslachten Dalbergia, Stereospermum, Givotia, Xylia, Cordyla, Hildegardia, Delonix en Diospyros. De lage begroeiing wordt vooral gevormd door de families Rubiaceae, Euphorbiaceae en Leguminosae. Het deel van het Tsimembo Forest dat het Antsamakameer omringt, heet het Ankotrofotsy Forest. Het hout van de lokale boomsoort Hazomalania voyroni wordt gebruikt door de Sakalava.

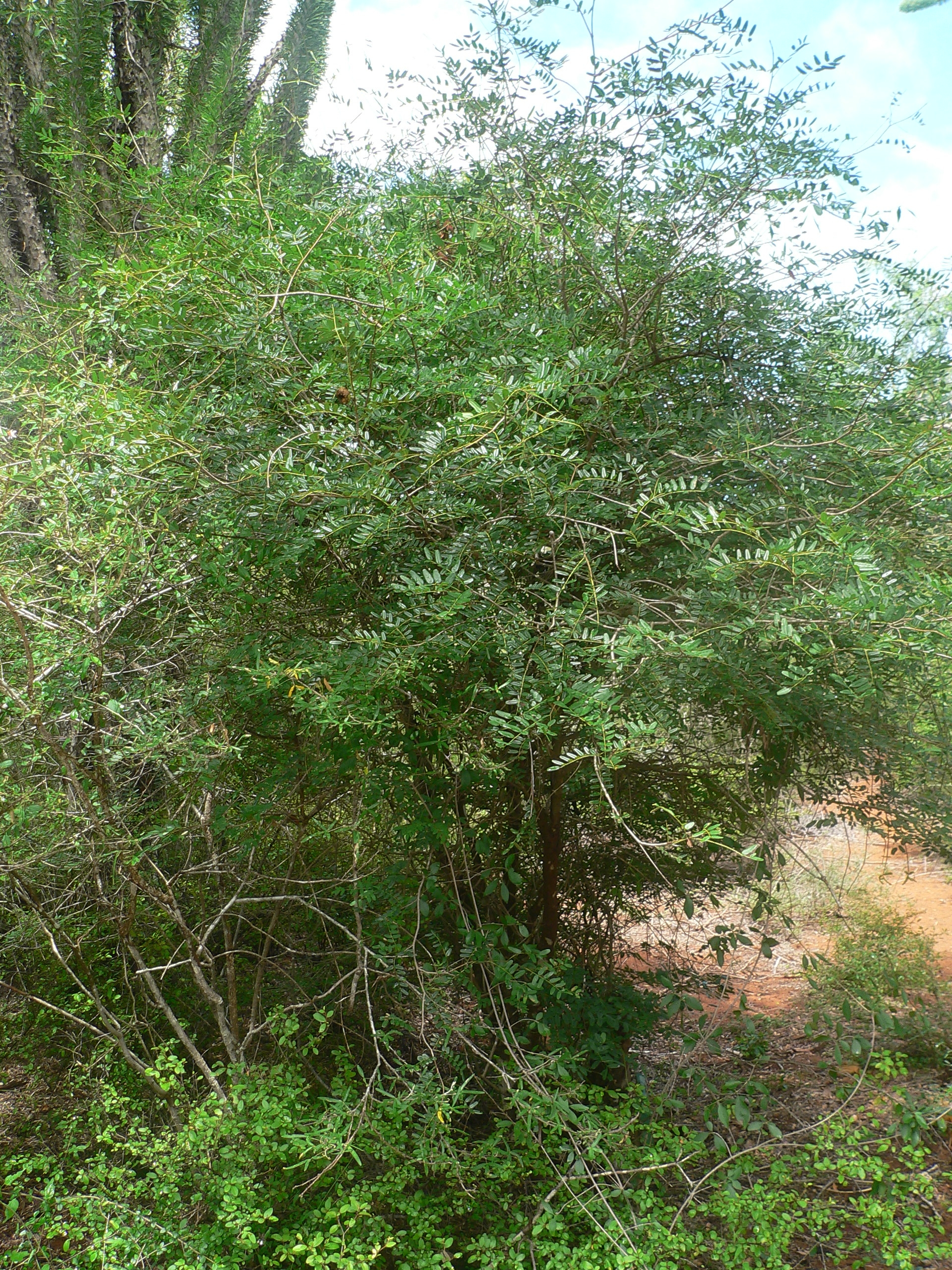
Cordyla madagascariensis
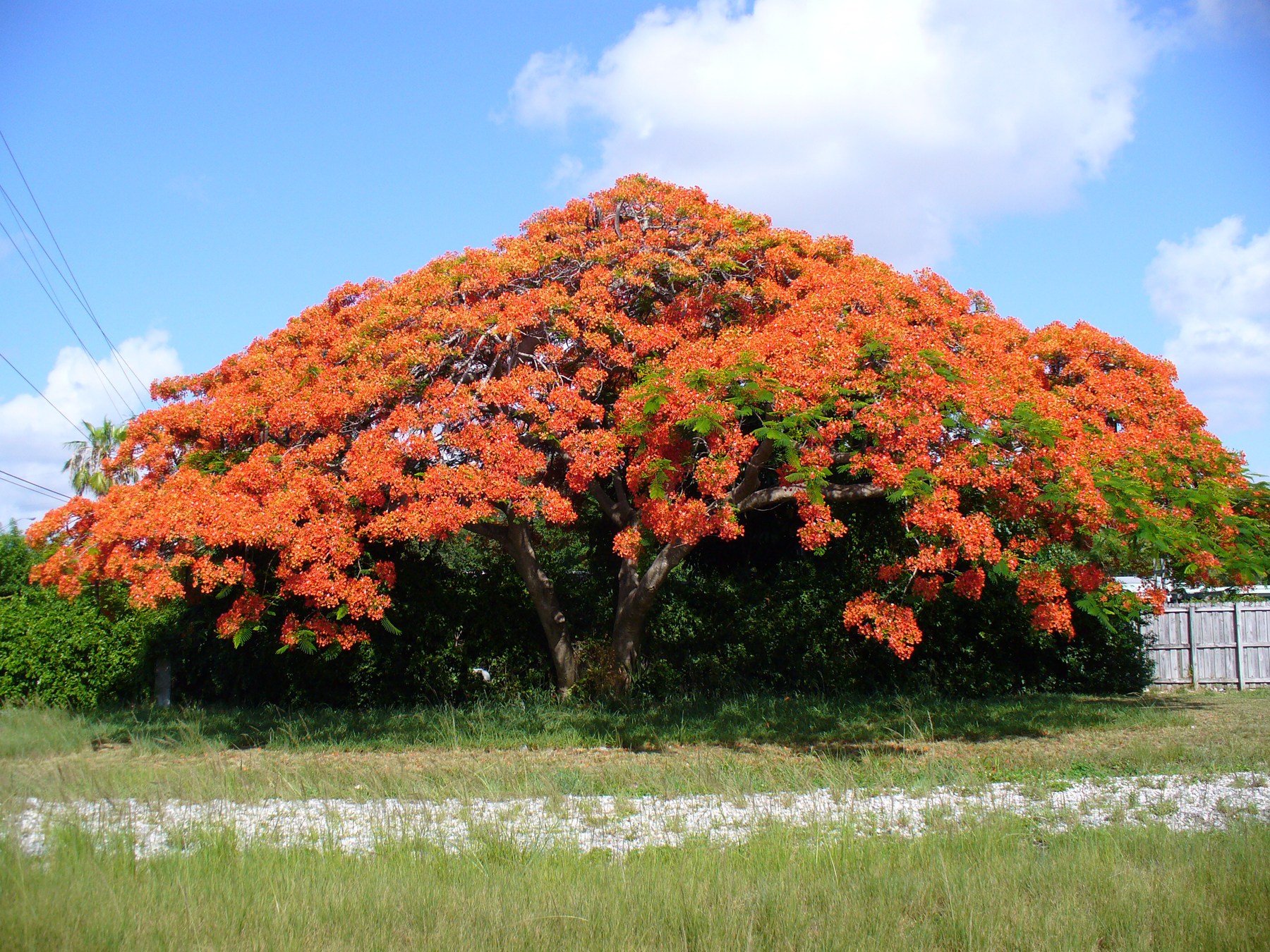
Flamboyant (Delonix regia)
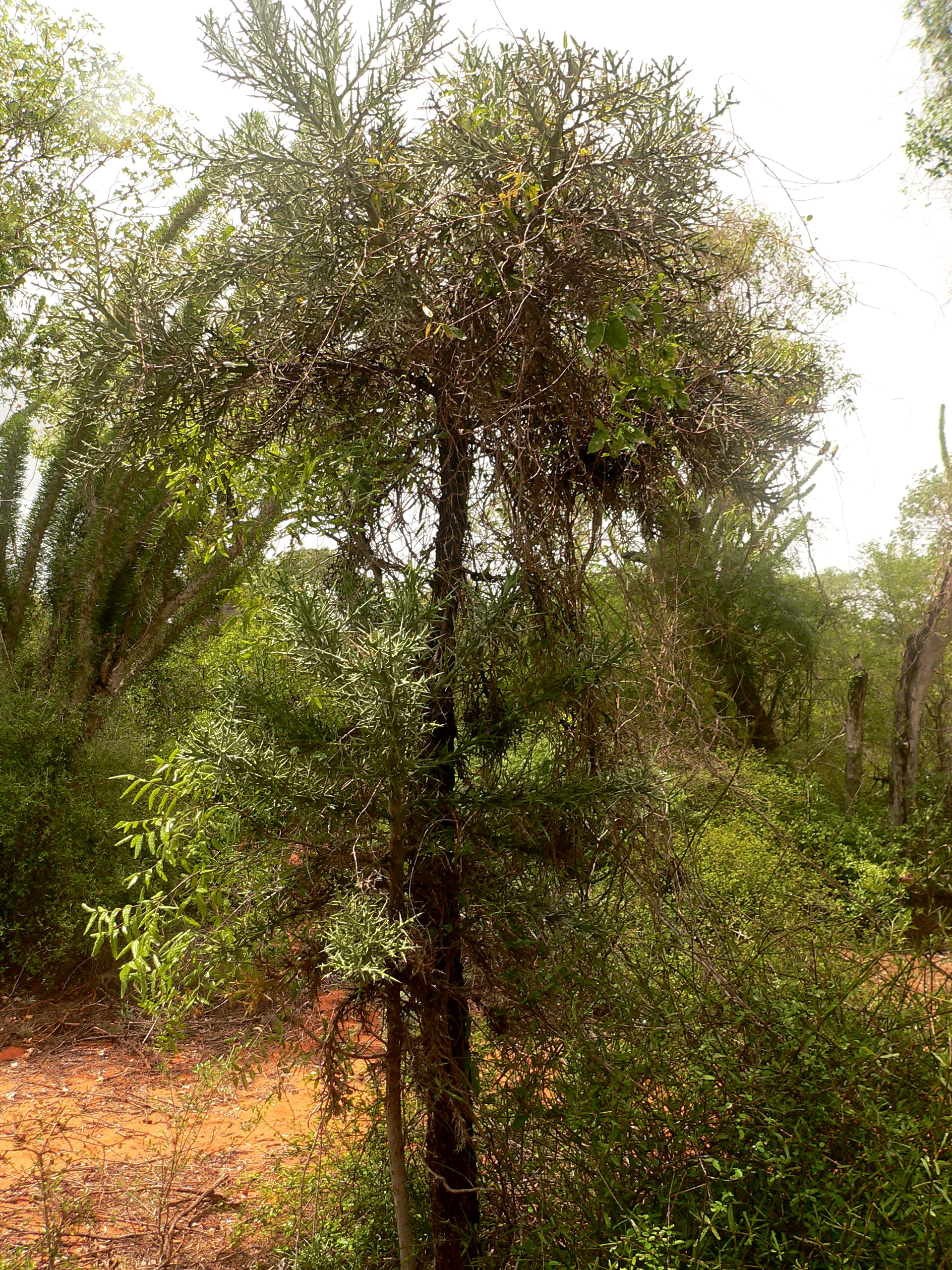
Euphorbia stenoclada

Ook is het merencomplex erg belangrijk voor vogels. Het is daarom een Important Bird Area (IBA) volgens BirdLife International. Zeldzame endemische vogelsoorten die hier zouden voorkomen zijn:
- Madagaskartaling (Anas bernieri), bedreigd: in 1993 nog 35 individuen.
- Madagaskarralreiger (Ardeola idae), bedreigd.
- Madagaskarreiger (Ardea humbloti), bedreigd: in 1993 nog 440 individuen
- Madagaskarzeearend (Haliaeetus vociferoides), ernstig bedreigd: in 2007 nog 31 individuen. Waarschijnlijk leeft hier 10% van de wereldwijde populatie.

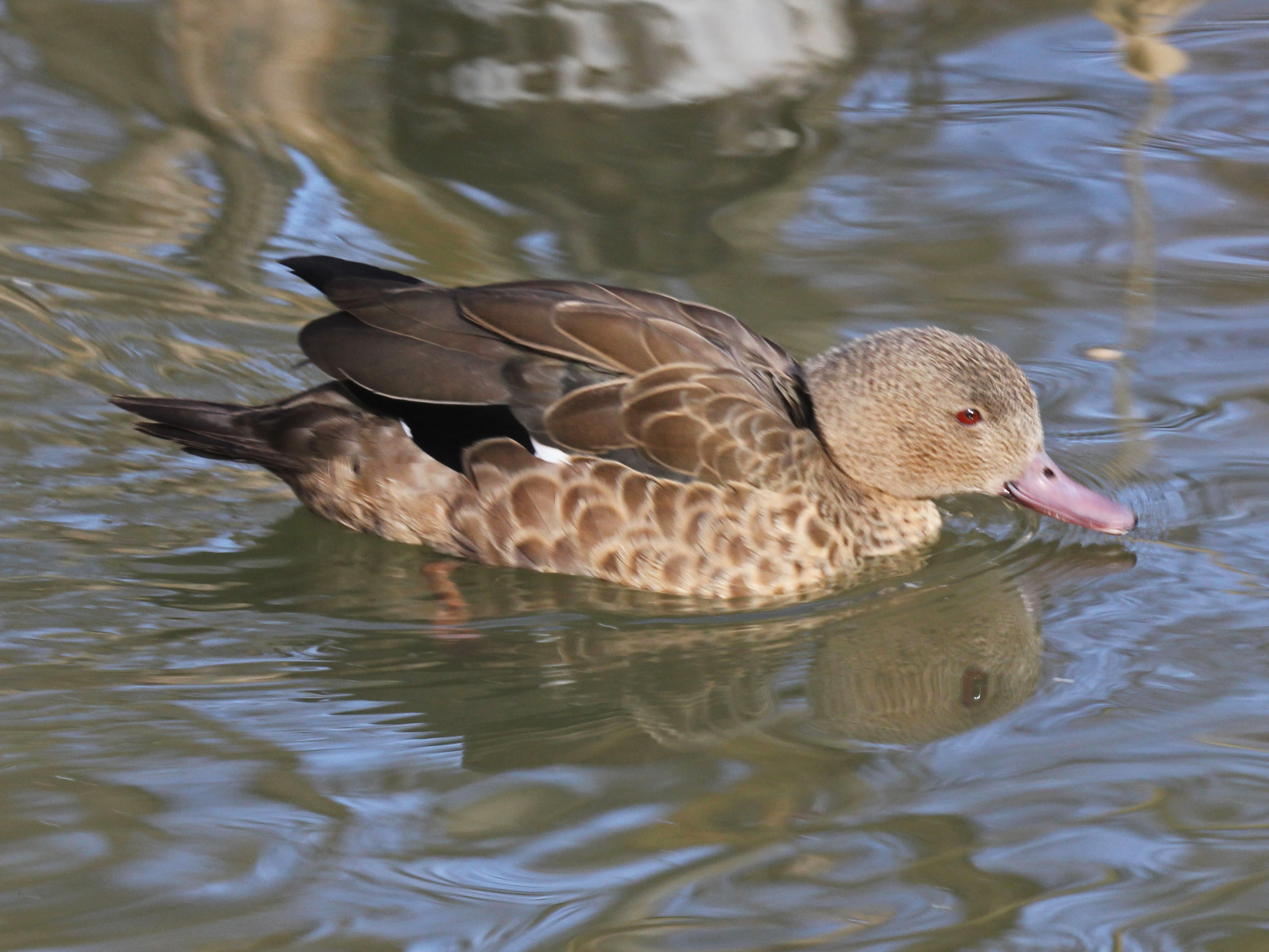
Madagaskartaling
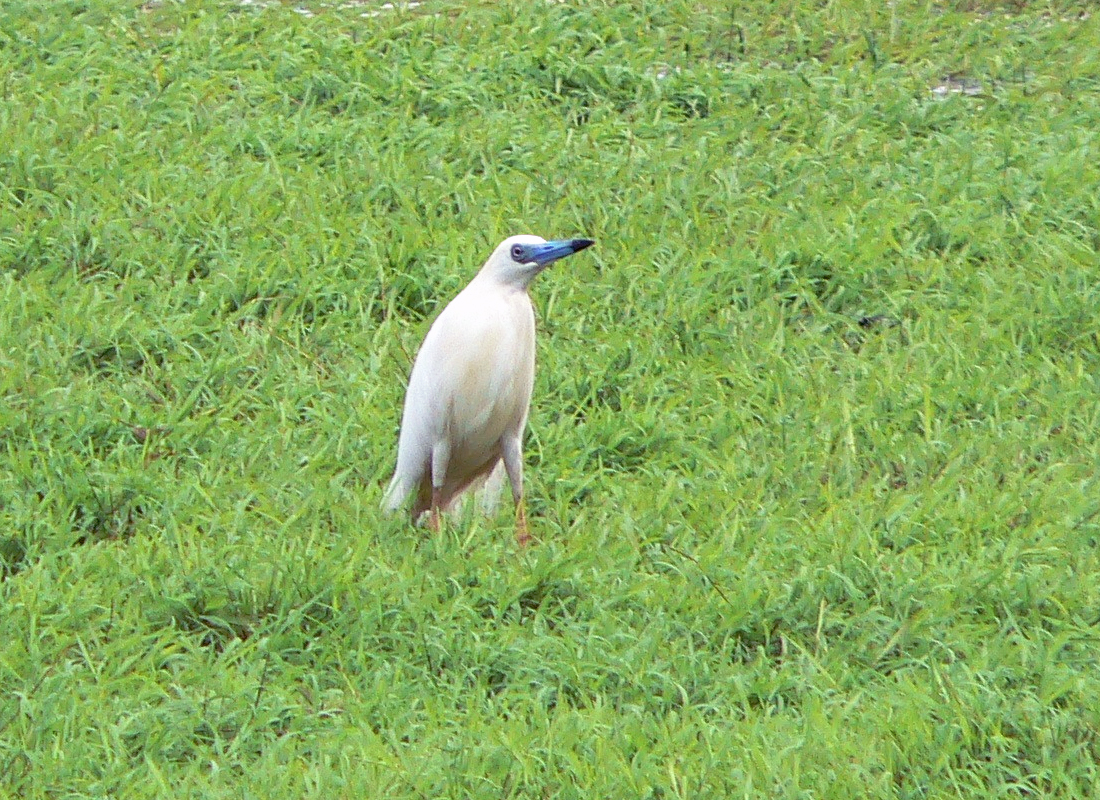
Madagaskarralreiger
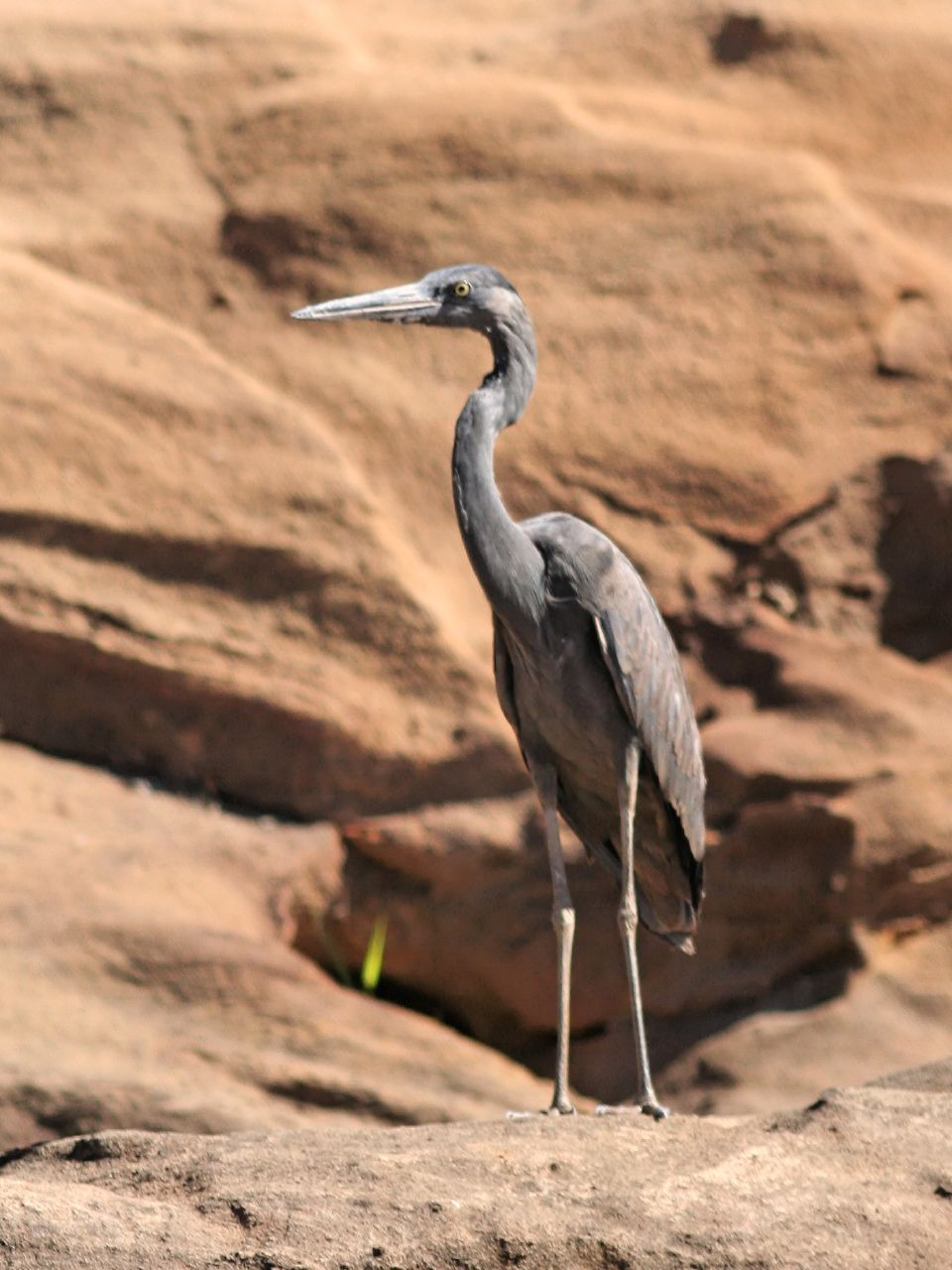
Madagaskarreiger
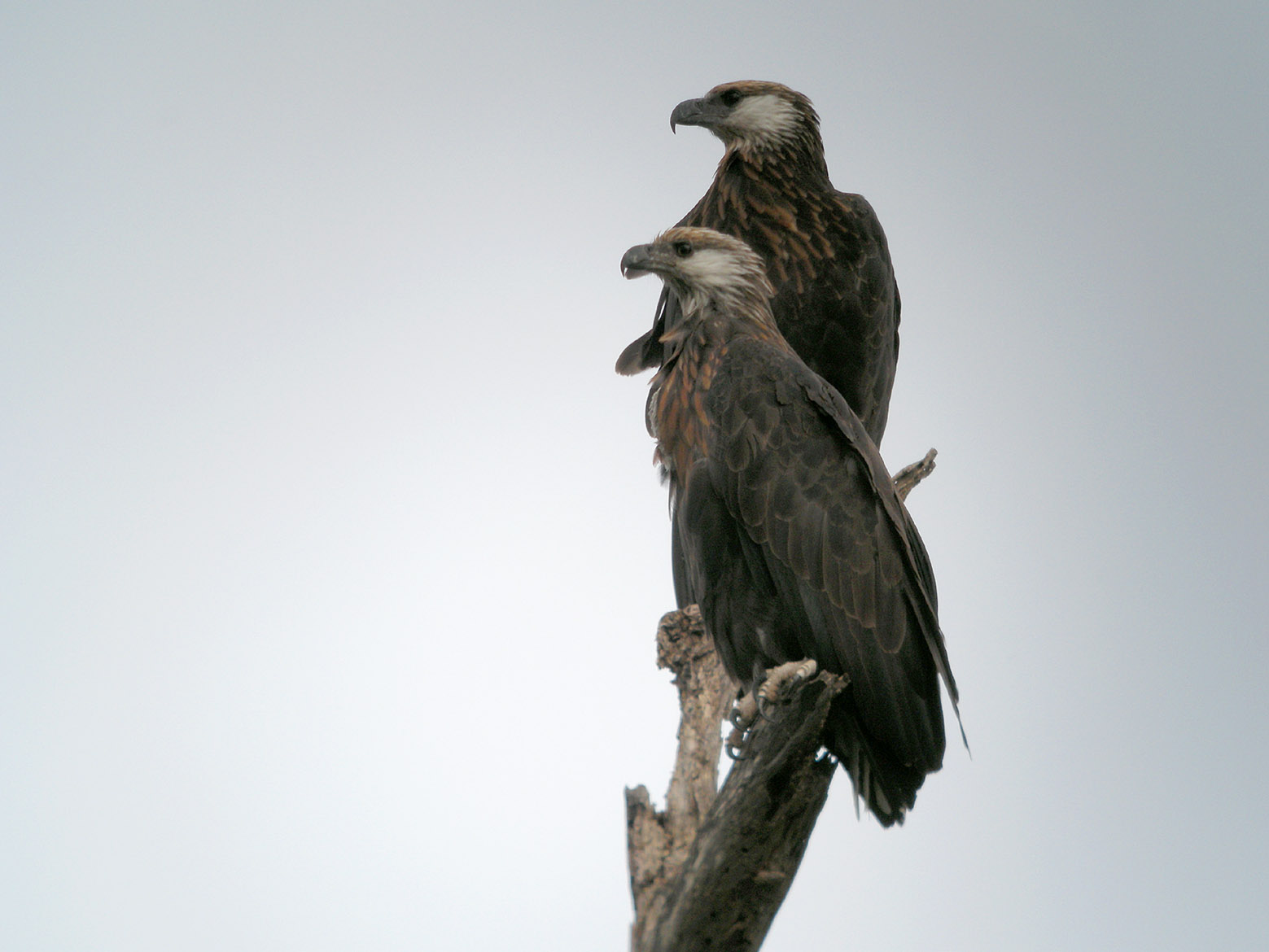
Madagaskarzeearend

Daarnaast is het merencomplex een belangrijk leefgebied voor endemische vissoorten. Deze worden echter bedreigd door lokale vissers. Per seizoen wordt er ongeveer 60 tot 100 ton vis gevangen. In 2007 waren er 298 vissers, die in dat jaar 200 ton hadden gevangen. Dit is aanzienlijk meer dan de vorige jaren. Gelukkig zijn dit meestal soorten van de geïntroduceerde Tilapia.
Ook leven er in de bossen rondom het complex verschillende endemische zoogdieren, zoals:
- Von der Deckens sifaka (Propithecus deckenii), bedreigd.
- Hapalemur occidentalis, kwetsbaar.
- Rode vleerhond (Pteropus rufus), kwetsbaar.

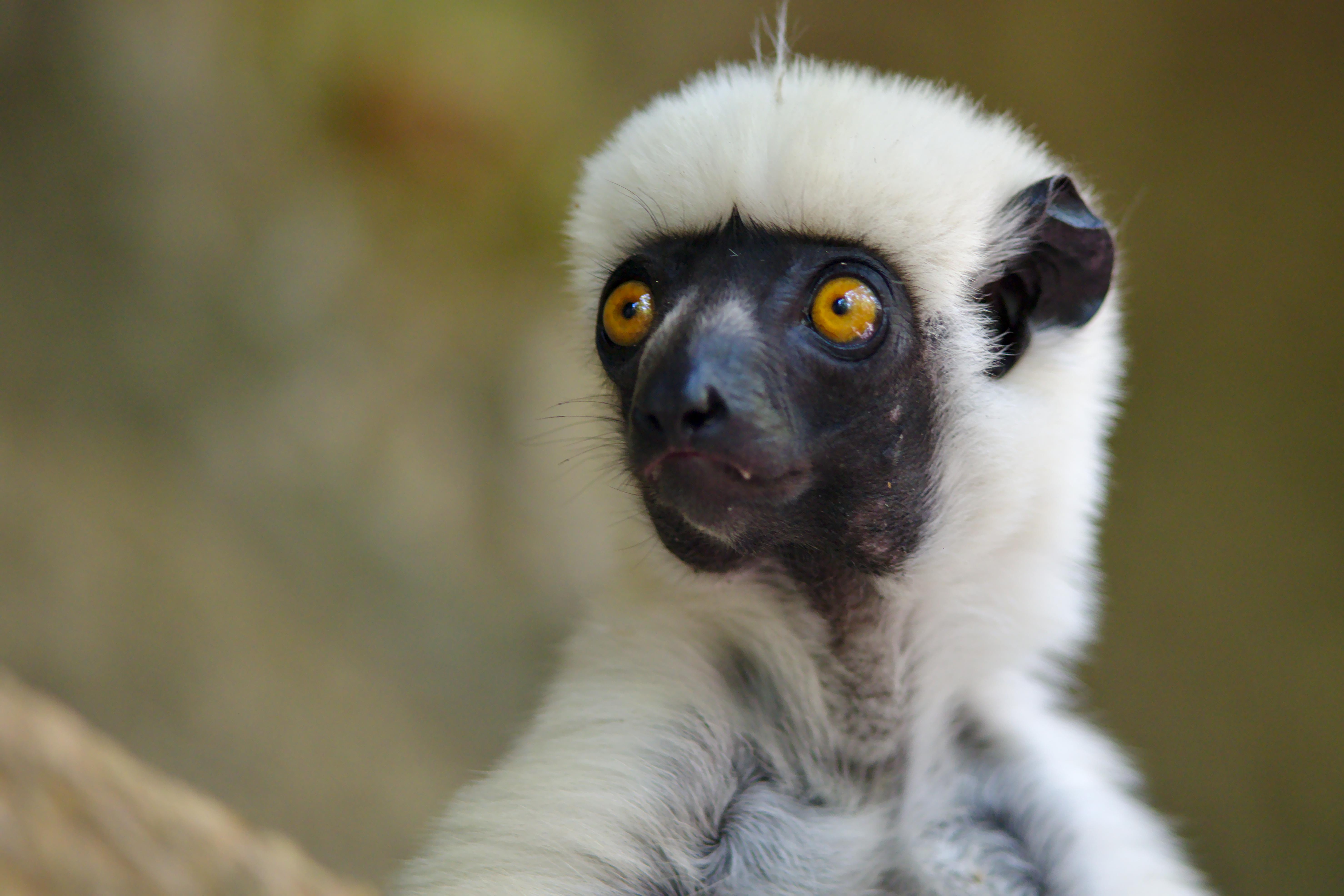
Von der Deckens sifaka
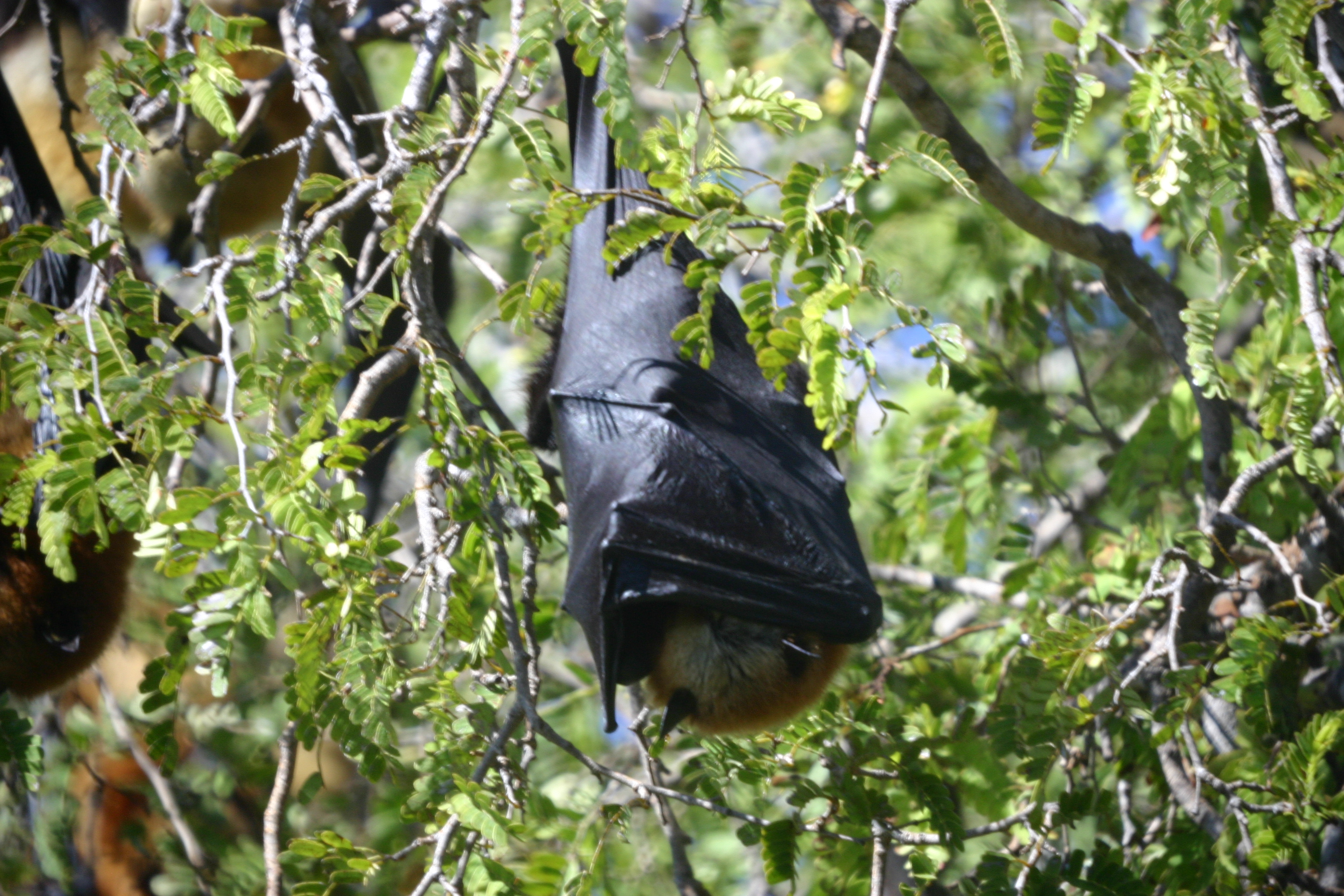
Rode vleerhond